# Arístocles de Rodes
Arístocles (en grec antic: Άριστοκλῆς, Aristoklês) va ser un gramàtic de l'antiga Grècia del segle i aC natural de Rodes.
És probablement l'escriptor de qui Ammoni el Gramàtic diu que va escriure una obra titulada περί ποιητικής ('sobre la poètica'). Hom també li atribueix altres títols, περὶ διαλέκτου ('sobre els diàlegs') i una constitució dels laconis, Λακώνων πολιτεία. Plutarc esmenta una Història itàlica que diu que era d'aquest autor.